# Sticholeia cheesmanae
Sticholeia cheesmanae är en tvåvingeart som beskrevs av Soli 1996. Sticholeia cheesmanae ingår i släktet Sticholeia och familjen svampmyggor.
Artens utbredningsområde är Vanuatu. Inga underarter finns listade i Catalogue of Life.